# البطريرك نيكون
ولِدَ نيكون ((الروسية: Ни́кон)، بالروسية القديمة: Нїконъ)، واسمه العلماني نيكيتا مينين (Nikita Minin) (Никита Минин؛ في السابع من مايو عام 1605 بقرية فالمانوفو – وتوفي في السابع عشر من شهر أغسطس عام 1681م بمدينة ياروسلافل)، وقد كان البطريرك السابع في تاريخ الكنيسة الروسية الأرثوذكسية. ومثلَّت هذه الفترة واحدة من أهم الفترات التي مرت بتاريخ الكنيسة؛ حيث قام نيكون بالعديد من الإصلاحات التي أدت في النهاية إلى شقاقٍ دائم معروف باسم راسكول (وتعني انقسام) في الكنيسة الروسية الأرثوذكسية.

## صعوده إلى السلطة
ولِدَ نيكون لأب ٍمن موردوفيا يعمل مزارعًا فلاحا ويُدعى مينا، في السابع من شهر مايو عام 1605م في قرية فالمانوفو، وتبعُد تسعين فرست (أي 96 كيلو مترًا أو ستين ميلاً) عن مدينة نيجني نوفغورود (Nizhny Novgorod). كانت التعاسة من نصيبه منذ أن كان في مهده، وقد أصابه سهم شظف الحياة وخشونتها قبل الأوان وجعلت من شخصيته، التي لم تكن لينة بطبيعتها، صلبةً وأدت إلى هربه من المنزل كي ينقذ حياته من تحت يد معاملة زوجة أبيه غير الإنسانية. إلا أنه وعَد نفسه قي وقتٍ مبكر بأن يستنفد طاقته ويعمل بدقةٍ وهي من الأشياء التي ميزته طوال حياته كما سعى نحو تعليم نفسه القراءة والكتابة. لم يكد يبلغ العشرين من عمره، حتى استطاع من خلال تعلمه ومواهبه الحصول على الرعاية الروحية (منصب راعي الأبرشية). 

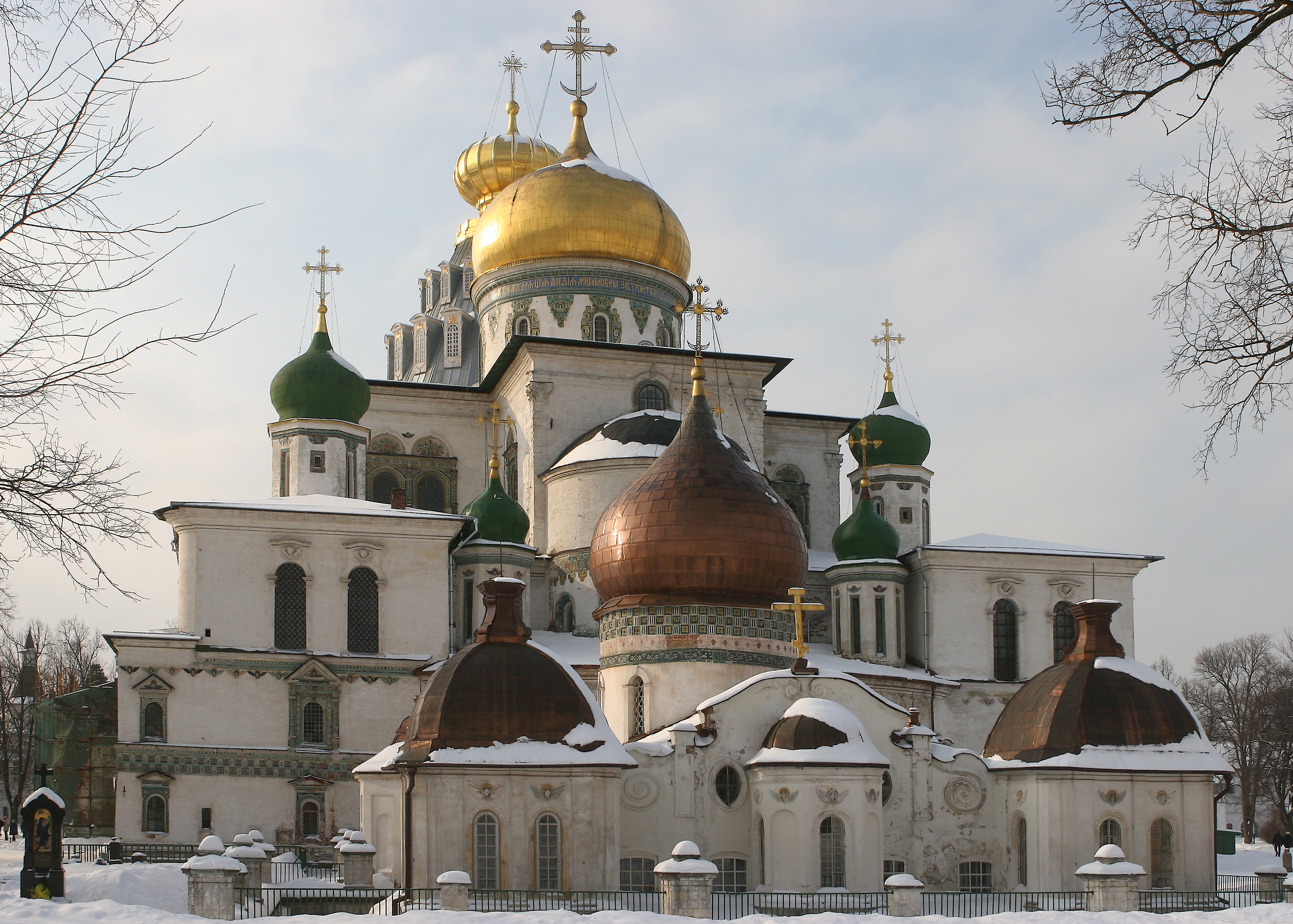
تمثل إقامة نيكون في دير أورشاليم الجديدة آراءه الجمالية في التقشف.

قد جذبت فصاحته وقدرته على البيان انتباه الكثيرين، وانتقل إلى رعية كثيفة السكان في العاصمة من خلال جهود بعض تجار موسكو. بعد مرور فترة قصيرة، حين رأى في فقدانه لأطفاله الثلاثة الصغار نوعًا من التحذير من لدن العناية الإلهية التي تحثه إلى السعي وراء حياةٍ أسمى، أقنع زوجه أولاً بأن ترتدي الحجاب ثم انسحب بنفسه إلى صومعةٍ مهجورة في جزيرة أنزيرسكي في البحر الأبيض. وبعد أن حدثت مشاجرة بينه وبين الأب الأعلى، حاول الفرار جنوبًا لكن عاصفة نشبت وجعلت مركبته ترسي على ساحل جزيرة كي، حيث سيقيم لاحقًا ديرًا عظيمًا. ووصل أخيرًا إلى دير كوزيزيرسكي، الواقع في أبرشية مدينة نوفغورود، والذي أصبح رئيسه عام 1643م.
وأصبح اسمه نيكون بعدما صار راهبًا، وكان لزامًا عليه بصفته الرسمية أن يذهب لزيارة موسكو، وفي عام 1646م تعرَّف على القيصر التقي سريع التأثر أليكس الأول، والذي وقع بالكامل تحت سيطرة نيكون. عيَّن القيصر أليكس نيكون أرشمندريت أو رئيس دير للرهبان في دير نوفوسباسكي الثري بموسكو، وفي عام 1648م أصبح مطران مدينة فيليكي نوفغورود. وفي النهاية، تم انتخابه في (الأول من أغسطس عام 1652) ليصبح بطريرك موسكو. وتم إقناع نيكون بصعوبةٍ بالغة أن يصبح القس الرئيسي في الكنيسة الروسية، وما لبث أن حصد ثمار المنصب وفرض على الجمعية بكاملها حلف يمين مُغلَّظة بالطاعة له في كل شيء يتعلق بعقائد الكنيسة الأورثوذكسية وقوانينها الكنسية وشعائرها.

## إصلاحات نيكون
لم يتكلف نيكون في موقفه بهذه المناسبة، لكنه عزم على اتخاذ الحكمة في قراراته كي تبدو في ظاهرها قرارات من يبتغي الإصلاح بهدف تأمين حريته بعد ذلك. وبدأت تلوح في الأفق بالفعل مجموعة من الإصلاحات الكنسية. وافق عدد من كبار الشخصيات الكنسية، المعروفين بحزب البروتوبوبيس (كبار الكهنة)، على تحمل مسؤولية تنقيح كتب الخدمة التابعة للكنيسة التي قام بافتتاحها البطريرك جوزيف الراحل بالإضافة إلى عددٍ قليل من التصحيحات التافهة للغاية لشعائر قديمة بعينها. إلا أنهم كانوا جبناء للغاية كي يقوموا بأي شيء فعَّال حقًا. 

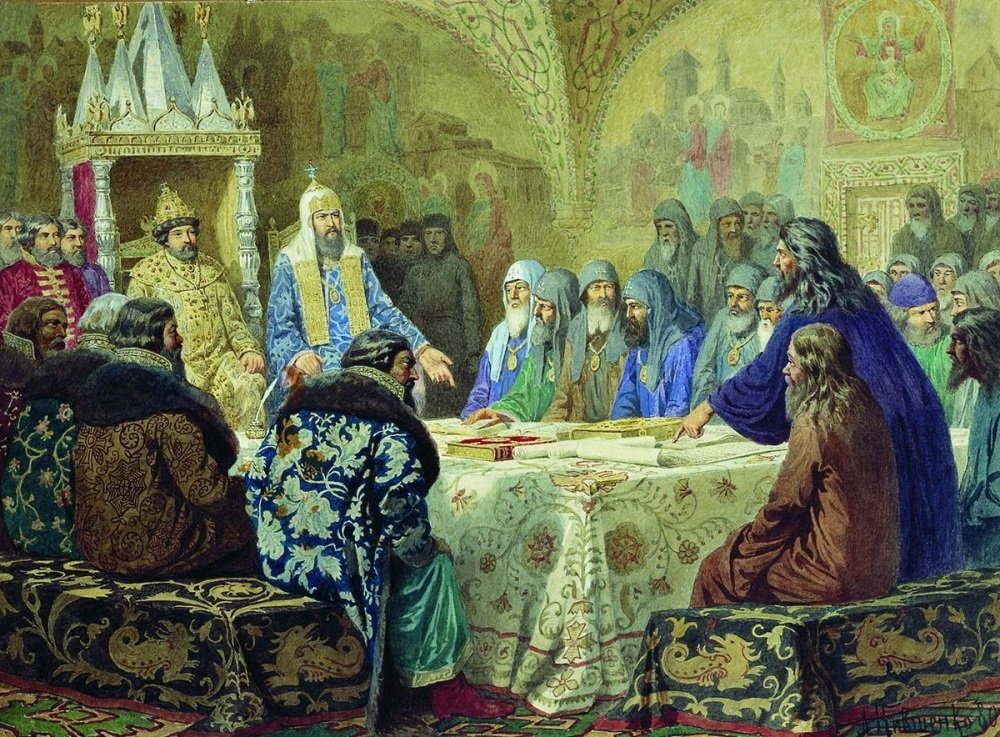
أليكسي كيفشينكو (Aleksey Kivshenko). والبطريرك نيكون وأبيفاني سلافينيتسكي (Epifany Slavinetsky) ينقحون كتب الخدمة.

لقد كان نيكون جسورًا جدًا كما كان أكثر تحررًا بشكلٍ كبير. استشار نيكون أكثر الأساقفة اليونايين تعلمًا في الخارج، ودعاهم إلى حضور مؤتمر استشارة بموسكو، وأخيرًا أقنع علماء القسطنطينية وكييف نيكون بالدليل أن كتب الخدمة بموسكو كانت هرطقية، وبأن الأيقونات المستخدمة بالفعل تبتعد كثيرًا عن النماذج القسطنطينية القديمة حيث إن معظمها ممتلئ بتأثيرات الباروك البولندي. دافعت أبحاث أخرى لاحقة عن كتب الخدمة بموسكو وبأنها تنتمي إلى تنقيح مختلف عن الذي كان بين يدي اليونانيين في عهد نيكون، وبأن الكتب غير المنقحة بموسكو كانت أقدم بالفعل وأكثر تبجيلاً من كتب اليونان، التي خضعت للعديد من عمليات التنقيح والمراجعة عبر القرون، ومن المفارقة، أنها كانت أحدث وتضمنت ابتداعات.
استدعى نيكون في الحال عام (1654) مجلس السينودس (مجمع كنسي) من أجل إعادة فحص كتب الخدمة التي راجعها البطريرك جوزيف وقررت أغلبية مجلس السينودس أنه «ينبغي اتباع الكتب اليونانية بدلاً من أسلافنا.» أجاز مجلسٌ ثانٍ، تم عقده في موسكو عام 1656، التنقيح الذي تم على كتب الخدمة كما اقترح المجلس الأول، ولعن أناثيما الأقلية المعارضة، والتي اشتملت على حزب البروتوبوبيس (كبار الكهنة) وبولس، أسقف كولومنا. تزامنت الإصلاحات التي أجراها نيكون مع وباء كبير في عام 1654، كما كان الروس مهتمين كثيرًا إزاء العام المقبل 1666 والذي اعتبره الكثيرون عام الأبوكاليبس.
نتيجة الحِمل الثقيل الذي وضعته السلطة المسكونية المطلقة على كتف نيكون، نزلت الهيئة البطريركية التابعة لنيكون ومعها قوة ساحقة في مواجهة المعترضين على هذه الإصلاحات. اشتملت خطته الإصلاحية ليس فقط على كتب الخدمة والاحتفالات بل أيضًا على استخدام أيقونات مستحدثة، والتي من أجلها أمر بالتفتيش من منزل إلى آخر كي يتم صنعها. وكلَّف نيكون جنوده وخدمه بفقء عيون هذه التزيفات الهرطقية أولاً ثم حملها عبر المدينة في سخريةٍ. كما أصدر فرمانا قيصريا يهدد فيه بأقصى العقوبات على كل من يتجرأ على صنع أو استخدام هذه الأيقونات في المستقبل. وتم حظر بناء كنائس شبيهة بالخيام (والتي خير مثال عليها كاتدرائية القديس باسيل) تمامًا، كما تم هدم العديد من الكنائس القديمة المخالفة للقانون لإفساح المجال أمام الكنائس الجديدة والتي تم تصميمها على الطراز «البيزنطي القديم». تفسر هذه القسوة الكراهية التي تأبى أن تلين في قلوب المؤمنين القدامى، كما يُطلق عليهم الآن، والتي يحملونها تجاه نيكون وجميع أعماله منذ ذلك الحين.

## سقوطه من السلطة

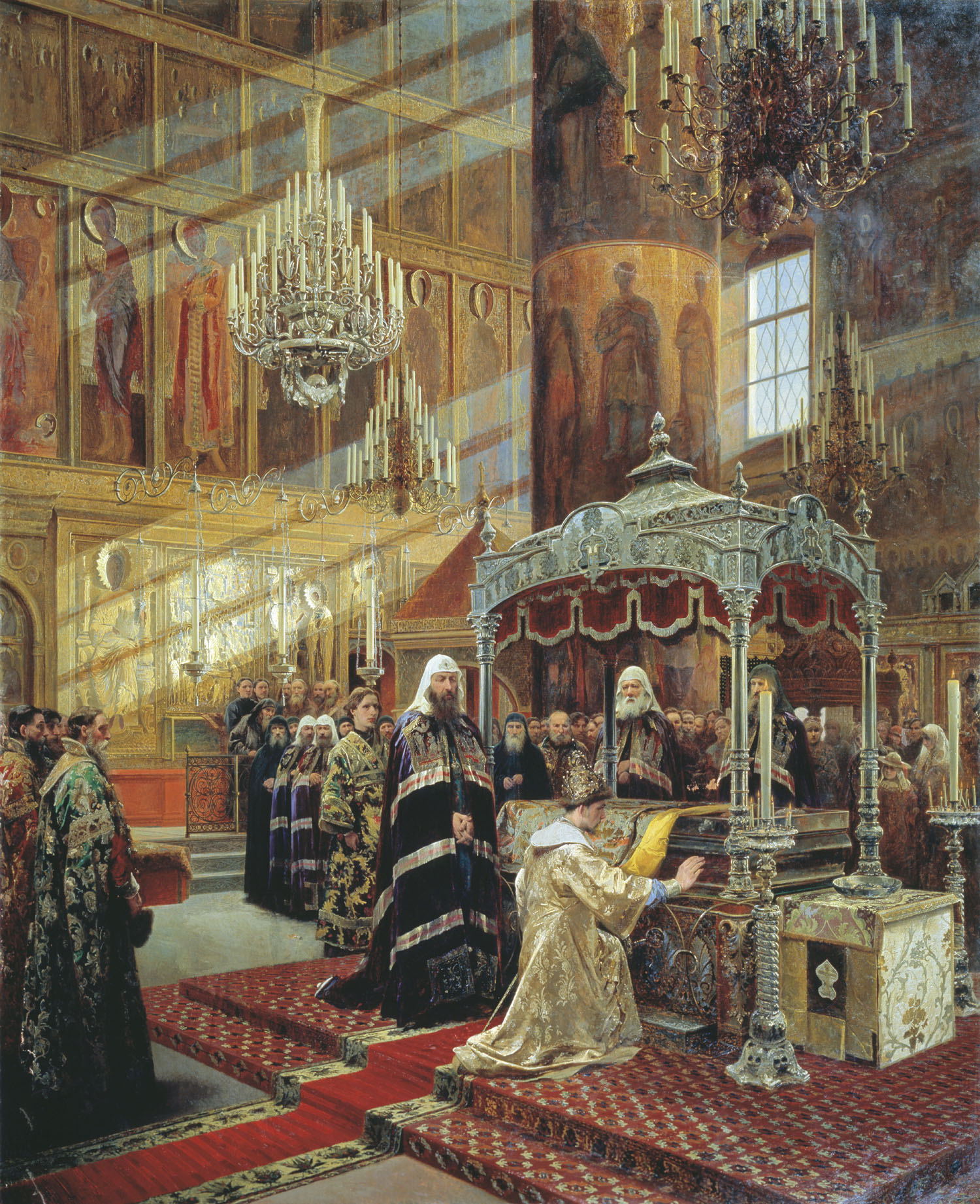
أعلن نيكون المطران فيليب قديسًا وأرسل آثاره المقدسة إلى كرملين موسكو كتذكرة للقياصرة عن الجرائم التي ارتكبوها في حق الكنيسة (لوحة بريشة ألكسندر ليتوفتشينكو (Alexander Litovchenko)).

في الفترة من 1652 وحتى 1658 لم يكن نيكون الوزير بقدر ما كان صديقًا للقيصر. فقد كان يُسمح له باستخدام اللقب السيادي في كلٍ من الوثائق العامة والخطابات الخاصة. وتسبب هذا الاستخدام الحر لسلطته الواسعة في أن بعض المؤرخين الروس [من؟] بدأوا يشتبهون في أنه كان ينوي على تأسيس بابوية قومية خاصة، وعلى أنه نفسه بالتأكيد قد دافع على أن السلطة الروحية تعلو عن السلطة الزمنية.[بحاجة لمصدر] أثرى نيكون الأديرة الكثيرة والفخمة التي بناها بمكتباتٍ قيمة. طاف مبعوثوه مسكوفي والمشرق بحثًا عن مخطوطاتٍ يونانية وسلافية ذات قيمة، سواء مقدسة أو دنيوية.
لكن أفعاله تسبب في تكوين مجموعة عريضة من الأعداء المواجهين له، وبحلول صيف 1658 استطاعوا إقناع أليكس أن السيادة البطريركية تفوق سيادة القيصر. تغيرت مشاعر أليكس فجأةً وأصبحت باردة تجاه صديقه الحميم (كما كان يطلق عليه). وبالتالي جرَّد نيكون نفسه علانيةً من الرداء الكهنوتي البطريركي وانغلق على نفسه في دير الصعود (في التاسع عشر من يوليو عام 1658). وفي شهر فبراير عام 1660، تم عقد مجلس سينودس في موسكو لانتخاب بطريرك جديد ليعتلي العرش، بعد أن ظل هذا المنصب خاليًا لقرابة عامين. وقرر مجلس السينودس أن البطريرك الجديد ينبغي تعيينه، بالإضافة إلى حرمان نيكون من كلٍ من رتبته الأسقفية وأوامره للكهنة.
وعلى الرغم من ذلك فقد احتج الخبير الكنسي الكبير أبيفاني سلافينيتسكي بكل قوةٍ على الجزء الثاني من هذا القرار، وفي النهاية انهار التحقيق بالكامل وارتد القيصر المُدقِّق عن تطبيق المراسيم الصادرة عن مجلس السينودس خوفًا من ارتكاب الخطيئة المميتة. وظلت الأرثوذكسية الروسية طوال ست سنوات لاحقة بدون بطريرك. وفي كل عام تصبح مسألة عزل نيكون من منصبه أكثر تعقيدًا وإرباكًا. وتمت غالبًا استشارة كل عالم معاصر من الأرثوذكسية الشرقية في هذا الأمر، ولم تتفق أي سلطتين. وفي نهاية المطاف أُحيل الأمر إلى مجلس سينودس أرثوذكسي-شامل، والذي افتتح جلساته في الثامن عشر من شهر نوفمبر لعام 1666 وفي حضور القيصر.
وفي الثاني عشر من شهر ديسمبر نطق المجلس الحكم بإدانة نيكون بتهمة سب القيصر وكنيسة موسكو كلها وبعزل بولس، أسقف كولومنا، فيما يخالف القوانين الكنسية، بالإضافة إلى ضرب وتعذيب أتباعه. وكانت عقوبته حرمانه من جميع مهامه الكهنوتية؛ ومنذ ذلك الحين فقد أصبح يُعرف ببساطة بالراهب نيكون. وفي نفس اليوم تم وضعه في مزلجة وإرساله كسجين إلى دير فيرابونتوف الشمالي البعيد. وبالرغم من ذلك فإن نفس المجلس الذي عزله صدَّق على جميع إصلاحاته ولعن كل من يرفض قبولها، مثل البروتوبوب (كبير الكهنة) أفاكوم (Avvakum). أنجى نيكون القيصر (والذي أستأنف معه شيء من الحميمية القديمة عام 1671) بعدها بخمس سنوات وسمح له القيصر بالعودة إلى موسكو وانقضى أجله وهو في طريقه بعد عبوره لـنهر كوتوروسل في تروبينو في السابع عشر من أغسطس عام 1681.

## روابط خارجية
- البطريرك نيكون على موقع الموسوعة البريطانية (الإنجليزية)
- البطريرك نيكون على موقع إن إن دي بي (الإنجليزية)